# Route départementale 761 (Maine-et-Loire)
Pour les articles homonymes, voir Route départementale 761.
La route départementale 761 ou D 761, est l’un des axes importants du département de Maine-et-Loire tant au plan de la circulation routière locale qu'au plan de la circulation régionale, puisqu'elle représente la partie angevine de l'axe Angers—Poitiers.

## Historique
Jusqu'en 1972, cette voie était classée comme route nationale et nommée route nationale 761.

## Intérêts
Cette départementale a deux fonctions primordiales :
- au niveau régional, relier les deux préfectures que sont Angers et Poitiers ;
- au niveau local.